# Castell de Birr

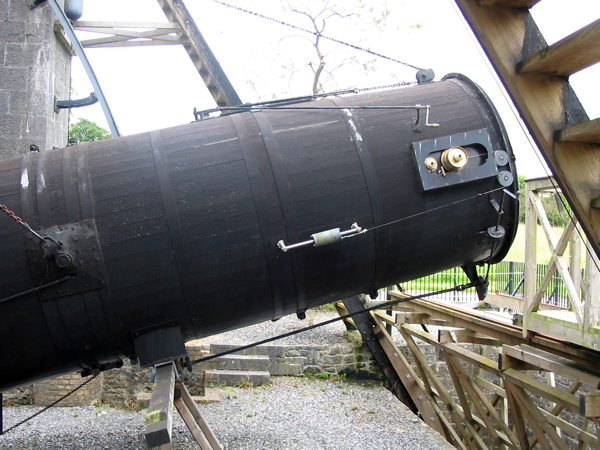
Gran telescopi

El castell de Birr és un gran castell que hi ha al poble de Birr, al Comtat d'Offaly, Irlanda. És la llar del setè Comte de Rosse.
Un dels trets més característics és el seu "Gran Telescopi", o Leviatan, del tercer Comte de Rosse, un telescopi astronòmic amb un reflector de 183 cm, que hi ha als jardins del castell. Va ser completat el 1845 i es va usar durant unes quantes dècades abans que es fessin les darreres observacions a començaments del segle xx. Va ser desmuntat el 1914, però ha estat restaurat i pot ser visitat pel públic. La seva mida rècord no va ser superada fins que el 1917 es va acabar de construir el telescopi Hooker de 254 cm.

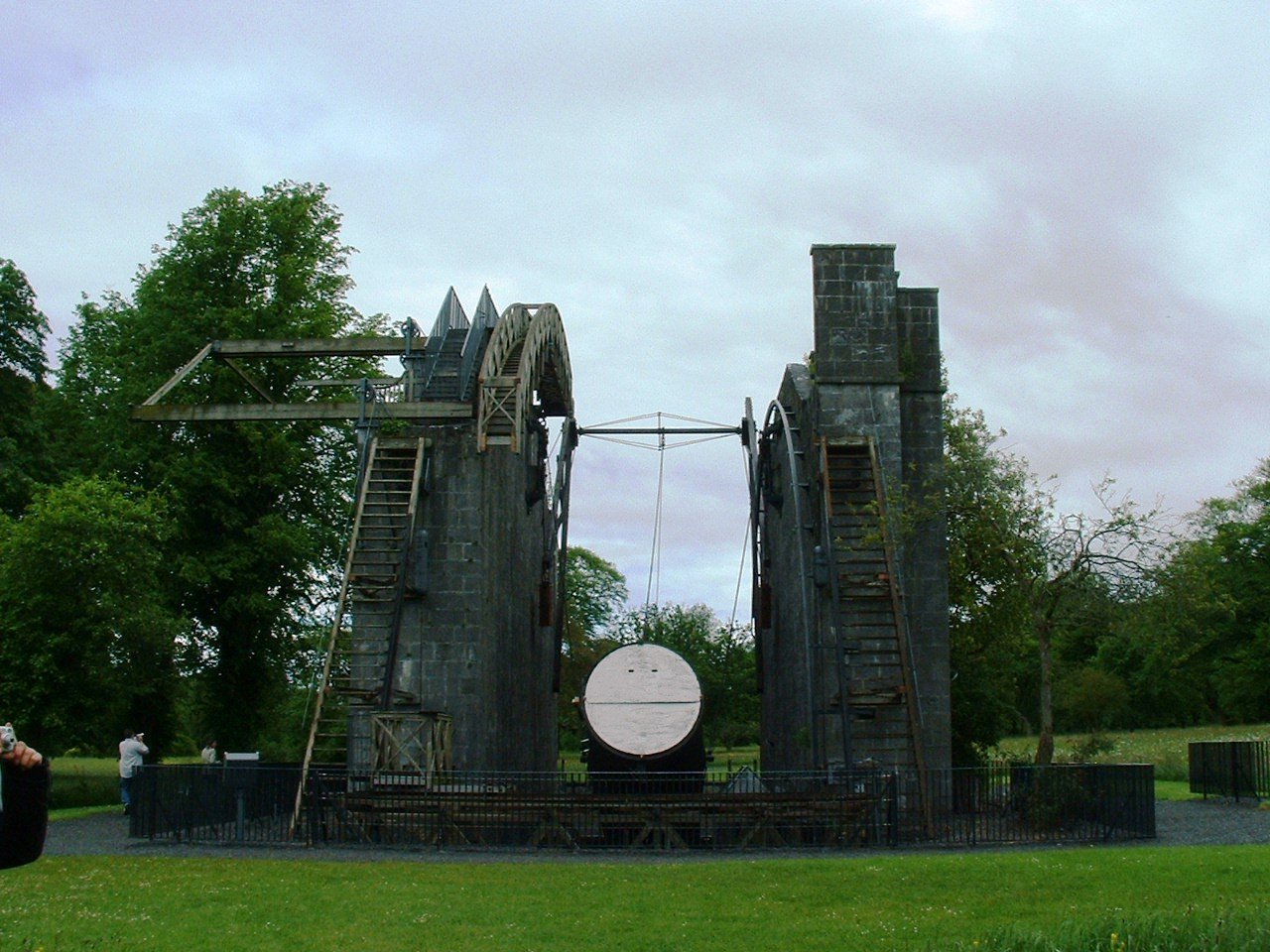
Gran telescopi